# Paracallionymus
Paracallionymus is een monotypisch geslacht van straalvinnige vissen uit de familie van pitvissen (Callionymidae). Het geslacht is voor het eerst wetenschappelijk beschreven in 1927 door Barnard.

## Soort
- Paracallionymus costatus (Boulenger, 1898)